# Athletic Association of Small States of Europe
Die Athletic Association of Small States of Europe (AASSE) ist der Leichtathletikverband kleiner Staaten Europas. Mitglied können nur europäische Staaten mit weniger als einer Million Einwohner werden. Alle entsprechenden Staaten sind derzeit Mitglied mit Ausnahme des Vatikanstaats, der nicht an internationalen Leichtathletikwettbewerben teilnimmt.

## Entstehung
Auf dem Kongress des Europäischen Leichtathletikverbandes (EAA) 1991 in Estoril (Portugal), wurde ein Satzungsentwurf und zukünftige Aktivitäten erörtert. Nach Vorlage gab es große Unterstützung des EAA. Auf ihrem Kongress 1992 in Prag akzeptierte die EAA im Grundsatz die Teilnahme einer kombinierten AASSE-Mannschaft am „Bruno Zauli Cup“.
Nachdem die Wettkampfregeln erarbeitet worden waren, entschieden die Mitgliedsverbände der AASSE 1993 auf dem IAAF-Kongress in Stuttgart der EAA vorzuschlagen als Mannschaft am „Bruno Zauli Cup“ 1994 teilzunehmen.
Die offizielle Gründung der AASSE fand während des EAA-Kongresses unter Anwesenheit des Präsidenten Carl-Olaf Homén 1994 in Venedig statt. Die Gründungsurkunde wurde unterschrieben von den Repräsentanten Andorras, Zyperns, Islands, Liechtensteins, Luxemburgs, Maltas und San Marinos.
Auf dem EAA-Kongress in Venedig wurde zudem die Teilnahme eines kombinierten AASSE-Teams beim „Bruno Zauli Cup“ (Leichtathletik-Europacup 1994) in Dublin angenommen.
Monaco wurde 2000 Mitglied der AASSE und Montenegro 2006. Zumindest seit 2015 ist Gibraltar das zehnte Mitglied.
Das erste AASSE-Komitee bestand aus:
- Marie-Paule Thoma (Luxemburg), Präsident
- Knutur Oskarsson (Island), Vizepräsident
- Antonios G. Dracos (Zypern), Schatzmeister

## Wettkämpfe
Neben der kombinierten Teilnahme an Wettkämpfen werden von der AASSE seit 1985 die Spiele der kleinen Staaten von Europa (GSSE) und seit 2016 die Meisterschaften der kleinen Staaten von Europa (CSSE) veranstaltet.